# 2,6-다이아미노퓨린
2,6-다이아미노퓨린(영어: 2,6-diaminopurine)은 한 때 백혈병 치료에 사용되었던 화합물이다.
2011년 8월에 지구에서 발견된 운석에 대한 NASA의 연구에 기반한 보고서가 발표되었는데, 2,6-다이아미노퓨린과 DNA 및 RNA의 구성 성분인 아데닌과 구아닌을 포함한 관련 유기 분자들이 우주 공간에서 형성되었을 가능성이 있음을 시사했다.

## 사이아노파지 S-2L
사이아노파지 S-2L은 아데닌 대신에 다이아미노퓨린을 사용(숙주 회피)한다. 다이아미노퓨린은 아데닌과 동일하지만 2번 위치의 아미노기가 수소 결합에 참여함으로써 티민과 3개의 수소 결합을 형성하기 때문에 두 종류의 염기쌍 간의 차이점(A-T 염기쌍은 2개의 수소 결합을 형성함으로써 3개의 수소 결합을 형성하는 G-C 염기쌍보다 상대적으로 약한 결합을 형성함)을 상쇄시킨다. 이렇게 향상된 안정성은 이러한 차이에 의존하는 단백질 결합 상호작용에 영향을 미친다.

## 같이 보기
- DNA
- RNA